# تریف
تریف (به انگلیسی: Turriff) یک شهرک در اسکاتلند است که در آبردین‌شایر واقع شده است. تریف ۵٬۰۶۰ نفر جمعیت دارد.